# Batalla de Homs (1281)
La segunda batalla de Homs se libró en la actual Siria el 29 de octubre de 1281 entre los ejércitos mamelucos de Egipto y el Ilkanato del Imperio mongol; la batalla fue parte de los intentos de Abaqa Kan para conquistar Siria.

## Antecedentes
Tras ser derrotado por el ejército del sultán Qalawun al sur de Damasco el 21 de junio de 1280, el rebelde señor de la ciudad, Sunqur al-Ashqar, huyó del campo de batalla, paró en la fortaleza fronteriza de Al-Rahba, junto al Éufrates, solicitó ayuda a los mongoles del Ilkanato y luego se refugió en Sahyun.
El 20 de octubre, los mongoles alcanzaron Aintab y luego marcharon al sur a saquear Alepo, tras lo cual se retiraron a su territorio. Qalawun, que marchaba ya a afrontar la invasión, anuló la campaña y volvió a Egipto.
En abril y tras reconciliarse con los beduinos sirios, que habían respaldado antes a al-Ashqar, Qalawun se puso en marcha de nuevo hacia Siria. Camino del norte, el mes siguiente, firmó treguas de diez años con los hospitalarios y con el conde de Trípoli, para asegurar su flanco izquierdo. El 11 de mayo y tras desbaratar una conjura para asesinarlo, Qalawun alcanzó Damasco. Para ganarse el favor del rebelde al-Ashqar, le entregó en feudo algunas tierras del noroeste de Siria, pues no deseaba tener que luchar con él al tiempo que con los mongoles.
Como llegaron noticias de que el ataque mongol tendría lugar en octubre y que unos ochenta mil enemigos podrían cruzar la frontera, el sultán empezó a reunir a sus huestes, pues cuando alcanzó Damasco solo llevaba con él unos cincuenta o sesenta mil hombres. A la llamada de Qalawun acudieron beduinos del desierto sirio, turcomanos del norte de la región y tropas de los hijos del Baibars venidos de Kerak y del señor ayubí de Hama. En agosto y septiembre, los mamelucos siguieron reuniendo información sobre la inminente invasión mongola.

## Batalla
El 27 de octubre, los ejércitos de Qalawun acamparon cerca de Homs. Incluso al-Ashqar se unió a sus fuerzas.

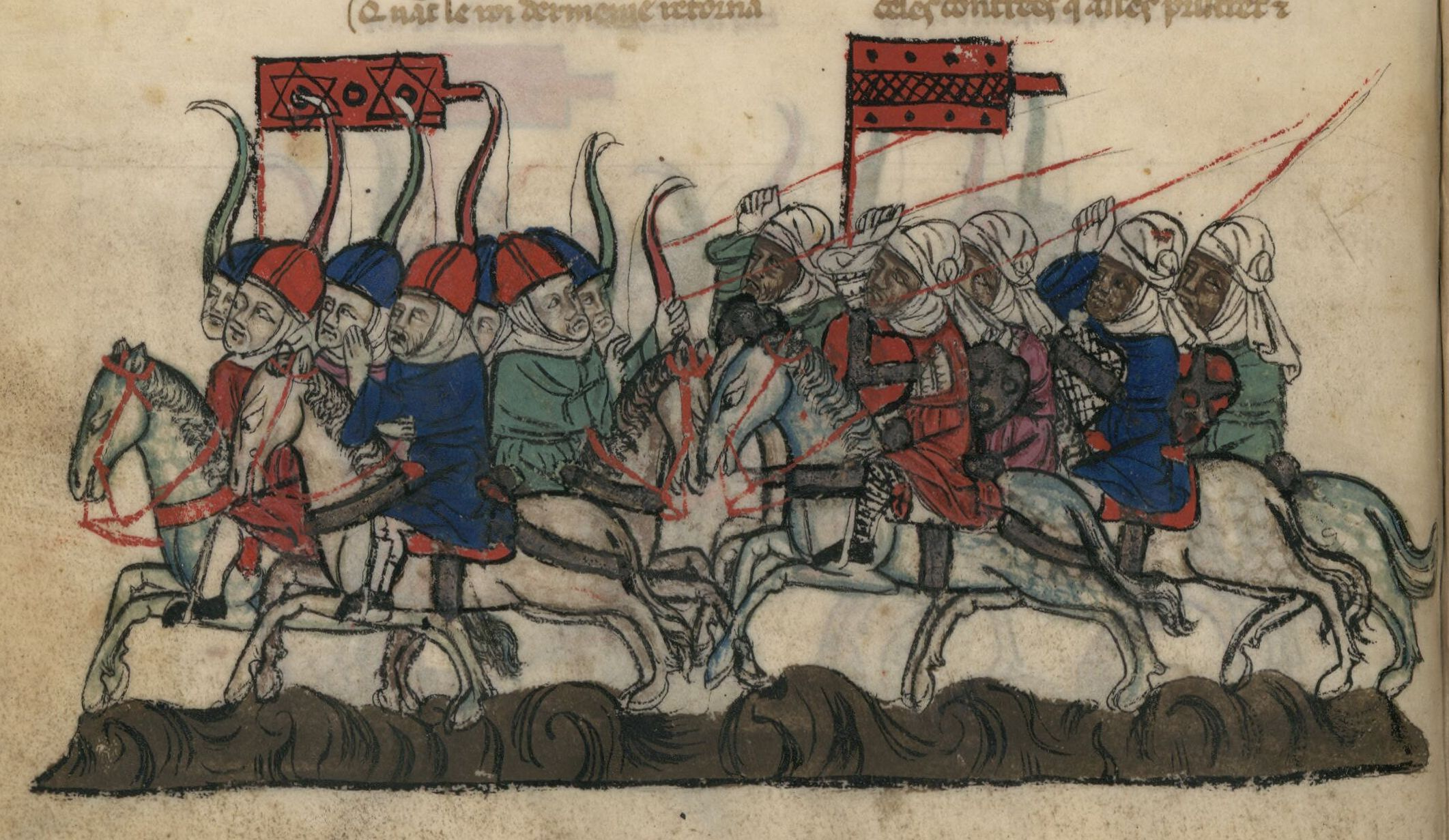
Miniatura medieval que muestra a los arqueros mongoles (a la izquierda) perseguidos por la caballería mameluca (derecha) durante la batalla.

Tras las derrotas de Ain Jalut (1260) y Albistán (1277), Abaqa envió a su hermano Möngke Temur con un poderoso ejército a invadir Siria con el apoyo de los armenios, georgianos y oirates. Al joven e inexperto jefe mongol le acompañaban dos veteranos militares que ejercían en la práctica el mando. El ejército mongol partió de Elbistán, pasó por Marash y alcanzó Aintab a principios de octubre. Rodeó Alepo, abandonado por la guarnición y la población, y prosiguió hacia el sur, hacia Hama, que también rodeo tras talar sus tierras. Luego, los mongoles avanzaron desde Hama hacia las posiciones enemigas. Las huestes de Möngke Temur debió de contar con unos cincuenta mil soldados propios y otros treinta mil de los aliados (armenios, georgianos, turcos de Anatolia y algunos caballeros francos). Las huestes georgianas y armenias iban encabezadas por sus reyes respectivos, Demetrio II y León II.
Qalawun, que se ubicó en una colina cercana que dominaba el campo de batalla, dispuso sus fuerzas el 31 de octubre en tres grupos: el derecho lo formaban las fuerzas de Hama, algunas unidades mamelucas, y la caballería árabe de los beduinos; el izquierdo, las fuerzas de al-Ashqar y los turcomanos; en el centro estaban las tropas mamelucas selectas del sultán.
Los mongoles acometieron las posiciones enemigas y desbarataron la izquierda de Qalawun, pero fueron rechazados en el extremo opuesto. El hundimiento del ala izquierda mameluca le permitió a los mongoles alcanzar las murallas de Homs y extender el pánico, que acompañaba a los que huían de la batalla. Sin embargo, en el otro extremo de la batalla, los mamelucos habían destrozado a las unidades mongolas y acometían ya a las de su centro, que avanzaba. Entonces una unidad mameluca fingió cambiar de bando para acercarse al jefe mongol, al que logró herir, lo que desconcertó a sus tropas. Según otra versión, la herida del jefe mongol se debió a que hizo un movimiento de pánico con el caballo y este lo tiró al suelo. El centro mongol descabalgó, posiblemente para proteger a su jefe. Los mamelucos aprovecharon ese momento de ventaja para cargar contra el enemigo, mientras este retiraba del campo de batalla a Möngke Temur. La línea mongola se quebró y los soldados emprendieron la huida en desbandada, parte hacia Salamíe y parte hacia Alepo.
Qalawun se libró de ser capturado con su guardia cuando las tropas enemigas que habían alcanzado Homs regresaron al campo de batalla, pues para entonces sus propias fuerzas había marchado a perseguir al enemigo. El sultán había quedado solo con entre trescientos y mil hombres mientras el grueso de su ejército acosaba al enemigo en retirada. Tuvo que hacer callar a sus tambores y plegar sus pendones para pasar desapercibido y no caer en manos de las fuerzas enemigas que, esperando al sur de Homs a sus compañeros, finalmente tuvieron noticia de la derrota y se retiraban también hacia su territorio.
Los mongoles sufrieron grandes pérdidas, especialmente durante la retirada. Algunos de los soldados de Mongke Temur murieron abrasados junto al Éufrates, cuando los perseguidores prendieron fuego a los arbustos de las orillas para evitar que pudiesen esconderse allí. Otros murieron ahogados o muertos a manos de sus compañeros en las disputas que se desataron por hacerse con monturas para poder huir más velozmente. Las guarniciones fronterizas también infligieron numerosas bajas a los mongoles y sus aliados. Los supervivientes cruzaron la frontera, que marcaba el río. Los mamelucos, aunque se alzaron con la victoria, sufrieron también abundantes bajas. Esto impidió tanto acosar con grandes fuerzas al enemigo en fuga, como atacar a los armenios o modificar la frontera con el Ilkanato, que siguió estando en el Éufrates.
En abril del 1282, Abaqa murió y su sucesor, Tekuder, optó por convertirse al islam y tratar de firmar la paz con los mamelucos. El rechazo de la propuesta de paz mongola por los mamelucos determinó el derrocamiento y asesinato de Tekuder en 1284.